# Беляев, Александр Владиславович
Александр Владиславович Беляев (род. 28 марта 1999, Нижневартовск, Тюменская область) — российский хоккеист, нападающий.

## Биография
Начинал заниматься хоккеем в Нижневартовске. В 2011 году вместе со своим первым тренером Евгением Власовым переехал в Ханты-Мансийск, где стал играть в школе «Югры». С сезона 2016/17 игрок команды МХЛ «Мамонты Югры». С сезона 2018/19 стал играть в ВХЛ за «Югру». 30 ноября 2020 года перешёл в «Ижсталь». 11 мая 2021 года подписал с клубом однолетний контракт. В сентябре — декабре 2021 года провёл 10 матчей в КХЛ за «Нефтехимик». В сезоне 2022/23 стал лидером «Ижстали», в 49 матчах набрал 42 (24+18) очка.
15 мая 2023 года перешёл в московский «Спартак», подписав двухлетний двусторонний контракт. 17 декабря 2024 года продлил соглашение, снова подписав двусторонний контракт еще на два сезона - до конца сезона 2026/27.